# Parque Nacional do Cilento e do Vale de Diano
O Parque Nacional do Cilento e do Vale de Diano (em italiano: Parco Nazionale del Cilento e Vallo di Diano) é um parque nacional italiano fundado em 1991. Situado na província de Salerno, Campania, inclui grande parte da região geográfica de Cilento e do Vale de Diano.

## História
O parque foi criado oficialmente em 6 de dezembro de 1991 a fim de proteger o território de Cilento da especulação imobiliária e do turismo em massa. Em 1998 tornou-se Patrimônio Mundial da UNESCO em conjunto com as cidades gregas de Pesto, Vélia e Padula.
As outras reservas naturais criadas na região são a "Reserva Natural de Foce", criada em 1993 com o Oásis de Persano e a "Reserva Marítima de Licosa" na cidade de Castellabate.

## Geografia
O território do parque nacional, um dos maiores da Itália, não inclui todas as cidades das áreas de Cilento e Vale de Diano. Ele inclui todas as da Costa Cilentiana e sua floresta central, Pruno. A administração está localizada em Vallo della Lucania, na Piazza Santa Caterina, 8.
As cidades que fazem parte do parque são: Agropoli, Aquara, Ascea, Auletta, Bellosguardo, Buonabitacolo, Camerota, Campora, Cannalonga, Capaccio-Pesto, Casalbuono, Casal Velino, Casaletto Spartano, Caselle in Pittari, Castel San Lorenzo, Castelcivita, Castellabate, Castelnuovo Cilento, Celle di Bulgheria, Centola, Ceraso, Cicerale, Controne, Corleto Monforte, Cuccaro Vetere, Felitto, Futani, Gioi, Giungano, Laureana Cilento, Laurino, Laurito, Lustra, Magliano Vetere, Moio della Civitella, Montano Antilia, Montecorice, Monteforte Cilento, Monte San Giacomo, Montesano sulla Marcellana, Morigerati, Novi Velia, Ogliastro Cilento, Omignano, Orria, Ottati, Perdifumo, Perito, Petina, Piaggine, Pisciotta, Polla, Pollica, Postiglione, Prignano Cilento, Roccadaspide, Roccagloriosa, Rofrano, Roscigno, Sacco, Salento, San Giovanni a Piro, San Mauro Cilento, San Mauro la Bruca, San Pietro al Tanagro, San Rufo, Santa Marina, Sant'Angelo a Fasanella, Sant'Arsenio, Sanza, Sassano, Serramezzana, Sessa Cilento, Sicignano degli Alburni, Stella Cilento, Stio, Teggiano, Torre Orsaia, Torchiara, Tortorella, Trentinara, Valle dell'Angelo e Vallo della Lucania.

## Galeria

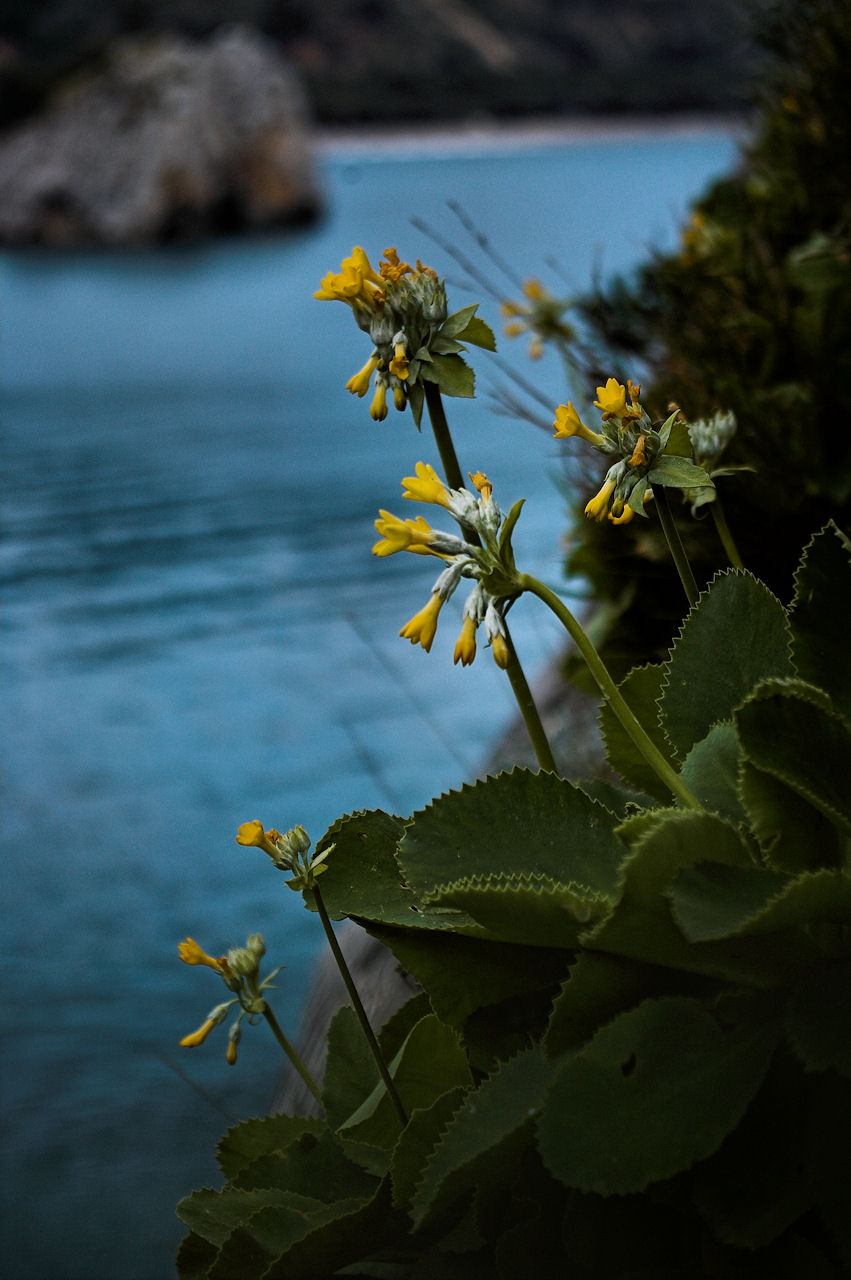
Primula palinuri, símbolo do parque
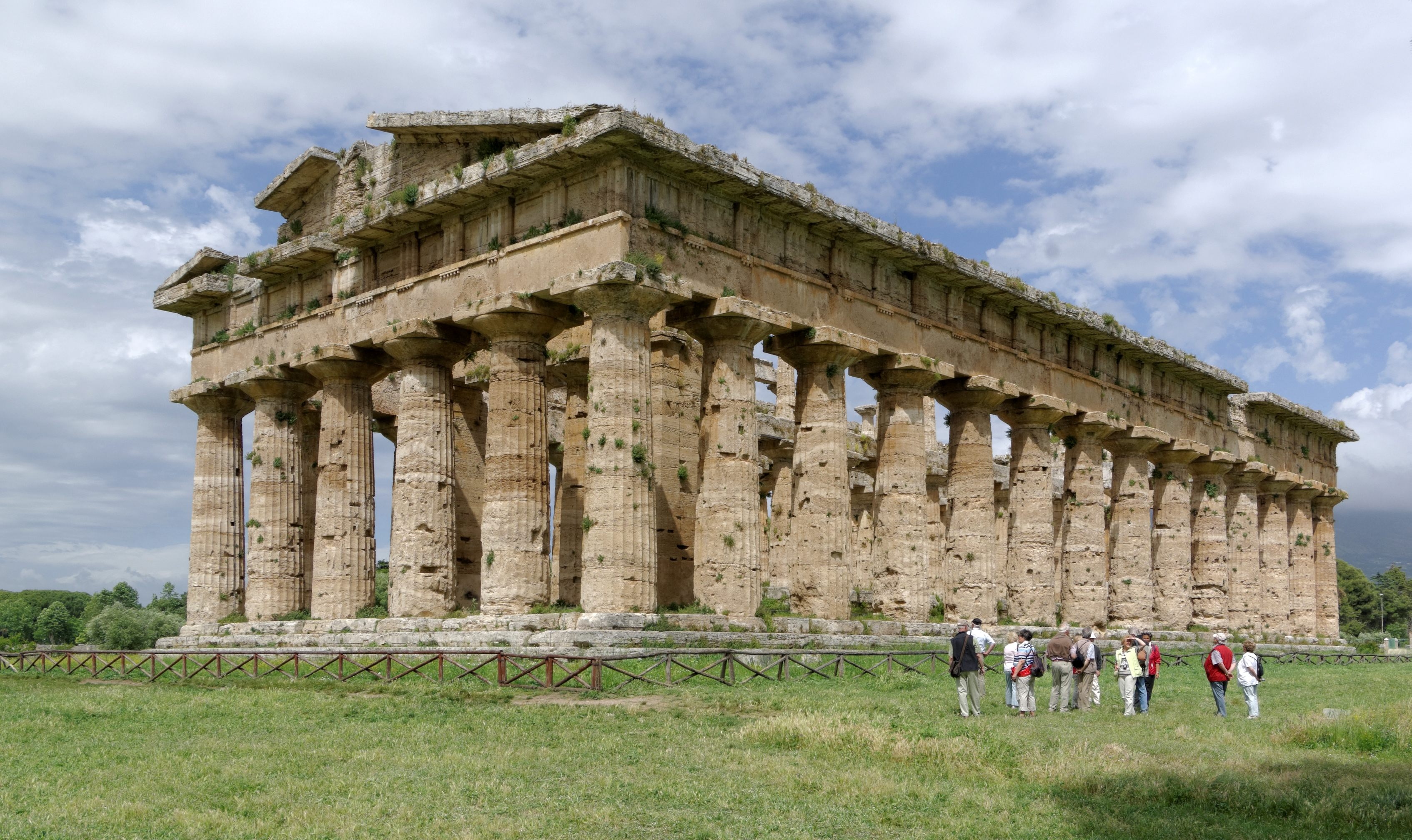
Templo de Posídon em Pesto

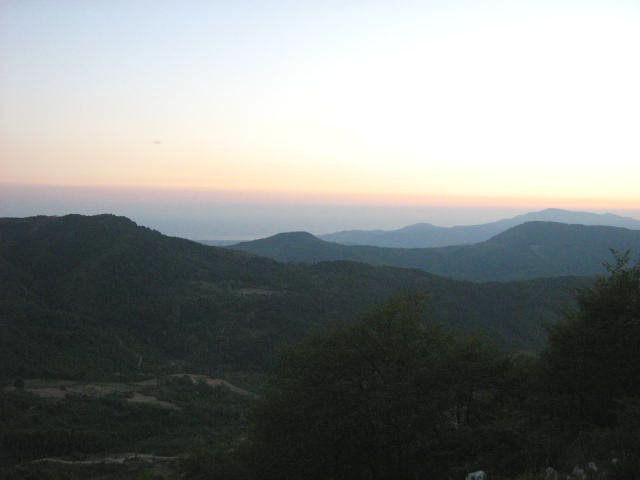
Por do sol nas montanhas de Pruno
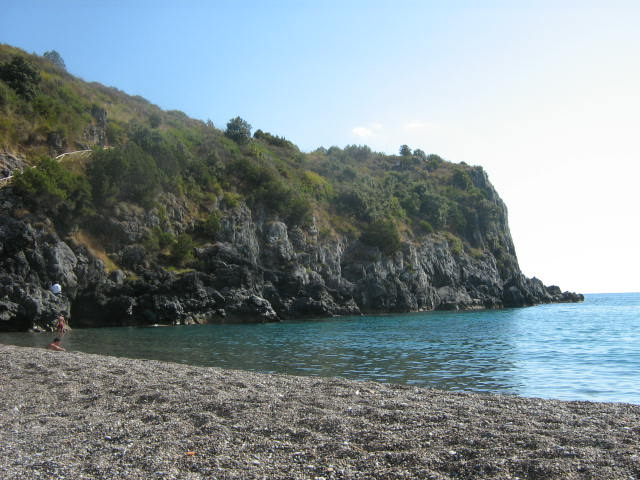
Praia de Lentiscella